# 竇黙
竇 黙（とう もく、1196年 - 1280年）は、大元ウルスに仕えた漢人官僚の一人。字は子声。もとの名は傑と字は漢卿。洺州肥郷県の出身。大元ウルスに仕えた漢人官僚の中では特に姚枢・許衡らと親交が深く、「儒林派」と呼ばれる派閥を形成していたことで知られる。

## 生涯
竇黙は幼い頃より読書に親しみ、毅然として志を立てたため、吏として推薦された時にはこれを辞退し儒学に専念することを願ったという。モンゴル軍による金朝侵攻が始まると、竇黙は俘虜となってしまったが、一緒に捕らえられた者が殺される中、一人だけ逃れ出て郷里に帰ることができた。しかし郷里では既に家は破壊され、生き残った母も悲惨な境遇を経た事から病を得て間もなく亡くなった。1232年（壬辰）より再度モンゴル軍が侵攻してくると黄河を渡って母方の親族である呉氏を頼り、医者の王翁の娘を妻として医学を学んだ。その後蔡州に移住すると、李浩という針治療の名医と知り合ってこれに師事し、『銅人針法』を伝授された。1230年代にモンゴル軍の第二次金朝侵攻が始まると、追い詰められた哀宗は首都の開封を放棄して蔡州に逃れてきたため、再び兵乱に巻き込まれるのを恐れた竇黙は徳安に移った。このころ、モンゴル帝国の総督府に属する楊惟中が儒・道・釈を学んだ人材を召集していたため、竇黙は遂にモンゴル帝国に仕えることを決意するに至った。以後、竇黙は大名に住んで姚枢・許衡らとともに学問を続け、また郷里において経術の教授を行ったことから名が知られるようになった。
1250年代、第4代皇帝モンケより東アジア方面軍の指令官に任命された皇弟のクビライは、竇黙の名声を聞いてこれを召し出そうとした。竇黙は当初姓名を変えてこれを逃れようとしたが、友人を通じて説得を受けたためやむを得ずクビライに仕えることになった。以後、クビライに帝王の道を説いて重用され、この頃姚枢も竇黙の推薦を受けてクビライに登用されている。更にその後、クビライの嫡子であるチンキムに教授を行うよう命じられ、玉帯鉤を下賜された。
中統元年（1260年）、モンケ・カアンが急死したことによりクビライは上都で第5代皇帝への即位を宣言し、竇黙も上都に召喚した。クビライは竇黙に対して唐の魏徴の如き人材はいないかと尋ねたところ、竇黙は「剛毅不屈という点では許衡がまさにそうでしょう。深識遠慮、宰相の才があるという点では史天沢もそうでしょう」と答え、史天沢が右丞相に大抜擢される切っ掛けを作ったと伝えられている。
この頃、中書省の組織を整備するに当たって王文統が重用されていたが、竇黙は王鶚・姚枢らとともにこの人事に反対し、王文統を更迭して許衡を採用すべきであると上奏した。しかしこの上奏を喜ばなかったクビライは王文統を重用し続け、竇黙らは王文統の恨みを受けるようになった。そこで竇黙は太子太傅への推薦を断って病気を理由に帰郷し、果たして王文統は増長した結果処刑されるに至った。その後、竇黙の言が正しかったことを認めたクビライは再度竇黙を召し出し、以後竇黙は国政で重用されるようになった。
竇黙と上は蒙古文字（モンゴル式ウイグル文字）を担当する翰林院に配属され、翰林学士承旨の撒的迷底里の配下に入った。至元12年（1275年）、80歳となった竇黙は老齢により実務を取り行えなくなっていたが、クビライはしばしば中使を派遣して事を問わせていたという。至元17年（1280年）には昭文館大学士の地位を授けられたが、まもなく85歳にして亡くなった。息子に竇履がおり、大元ウルスに仕えて集賢大学士の地位に至っている。
クビライによる竇黙への評価として、「朕は賢者を30年に渡って求めたが、ただ竇漢卿（＝竇黙）と李俊民の2人を得たのみである」という言葉が残されている。